# Aquitanos
Los aquitanos (en latín, «aquitani») fueron un pueblo que vivía en lo que hoy es Aquitania, Francia, en la región entre los Pirineos, el océano Atlántico y el Garona. Julio César, quien los derrotó en su campaña en la Galia, los describe como una parte distintiva de la Galia, diferenciándolo de la Galia Bélgica y de la Galia Celta. Dice que el río Garona separa a los galos de los aquitanos.

## Etnia
A pesar de las aparentes relaciones culturales con Iberia, la región de Aquitania, como una parte de la Galia, acaba en los Pirineos según César ya que para él, Aquitania se extiende desde el río Garona hasta las montañas pirenaicas y a esa parte del océano que está cerca de Hispania y aparece entre la puesta del sol -como se refiere César al oeste-, y la estrella polar, forma de señalar el norte.
La presencia de lo que parece que eran nombres de deidades o de gente en las estelas funerarias romano-aquitanas tardías similares a las vascas ha llevado a muchos filólogos y lingüistas a concluir que el aquitano estaba muy relacionado con una forma antigua del vasco. El hecho de que la región fuera conocida como Vasconia en la Alta Edad Media, un nombre que evolucionó hasta la forma más conocida de Gascuña, junto con otras evidencias toponímicas, parece corroborar esta teoría.
Aunque el país recibió el nombre de Novempopulania (nueve pueblos), el número de tribus variaba (alrededor de 20 para Estrabón); entre ellos, algunos mencionados por César:
- tarbelos (Tarbelli) en el lado costero de las Landas, con Dax (Aquis Tarbellicis)
- cocosates (Cocosates) en el oeste del departamento de las Landas
- sociates (Sotiates) en el norte alrededor de Sos-en-Albret (sur del departamento de Lot y Garona)
- elusates (Elusates) en el noreste alrededor de Eauze (anterior Elusa)
- auscos (Ausci) en el este alrededor de Auch (metrópolis de Aquitania)
- bigerriones (Bigerriones) en el oeste del departamento de Altos Pirineos francés (condado de Bigorra en la Edad Media)
- sibulates (Sibulates) probablemente alrededor de Soule/Xüberoa
- ptianios (Ptianii) ubicación desconocida
- vocates o vasates (Vocates) que dieron su nombre a la ciudad de Bazas y su región, el Bazadais, ubicación desconocida
- tarusates (Tarusates) habitaban el actual Tursan en las Landas
- gates (Gates) ubicación desconocida
- garunos (Garunni) localización incierta, quizá valle de Arán

## Comparación con los íberos
Estrabón presenta a los aquitanos con un paralelismo con los íberos:

ἁπλῶς γὰρ εἰπεῖν, οἱ Ἀκυιτανοὶ διαφέρουσι τοῦ Γαλατικοῦ φύλου κατά τε τὰς τῶν σωμάτων κατασκευὰς καὶ κατὰ τὴν γλῶτταν, ἐοίκασι δὲ μᾶλλον Ἴβηρσιν.
Dicho de paso, los aquitanos son diferentes de la raza galática, tanto por su complexión corporal como por su lengua, y se parecen más bien a los iberos.
Geografía de Estrabón (libro IV, cap. II, sec. I)